# Большая Кисла
Большая Кисла — река в России, протекает по Асекеевскому району Оренбургской области.

## География и гидрология
Река Большая Кисла правобережный приток Большого Кинеля, её устье находится в 293 километрах от устья Большого Кинеля. Длина реки — 27 километров. Площадь водосборного бассейна — 257 км².

## Притоки

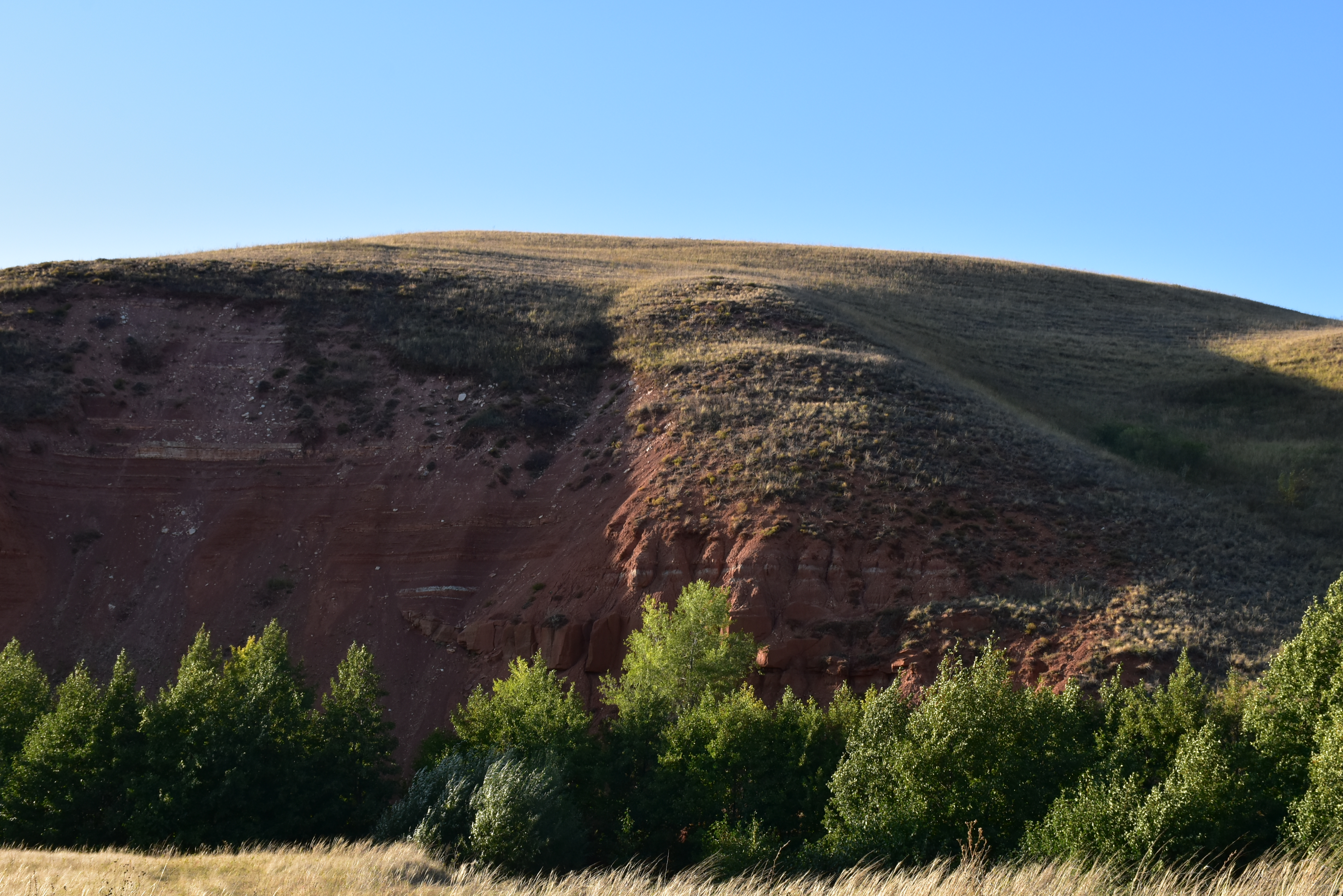
Яр на правом берегу реки около села Асекеево

Недалеко от села Асекеево в Большую Кислу вливается её правый приток Кисла. В самом райцентре в Большую Кислу впадает ещё один приток Усман.

## Данные водного реестра
По данным государственного водного реестра России относится к Нижневолжскому бассейновому округу, водохозяйственный участок реки — Большой Кинель от истока и до устья, без реки Кутулук от истока до Кутулукского гидроузла. Речной бассейн реки — Волга от верхнего Куйбышевского водохранилища до впадения в Каспий.
Код объекта в государственном водном реестре — 11010000812112100007848.